# Hessisches Militär-Verdienstkreuz

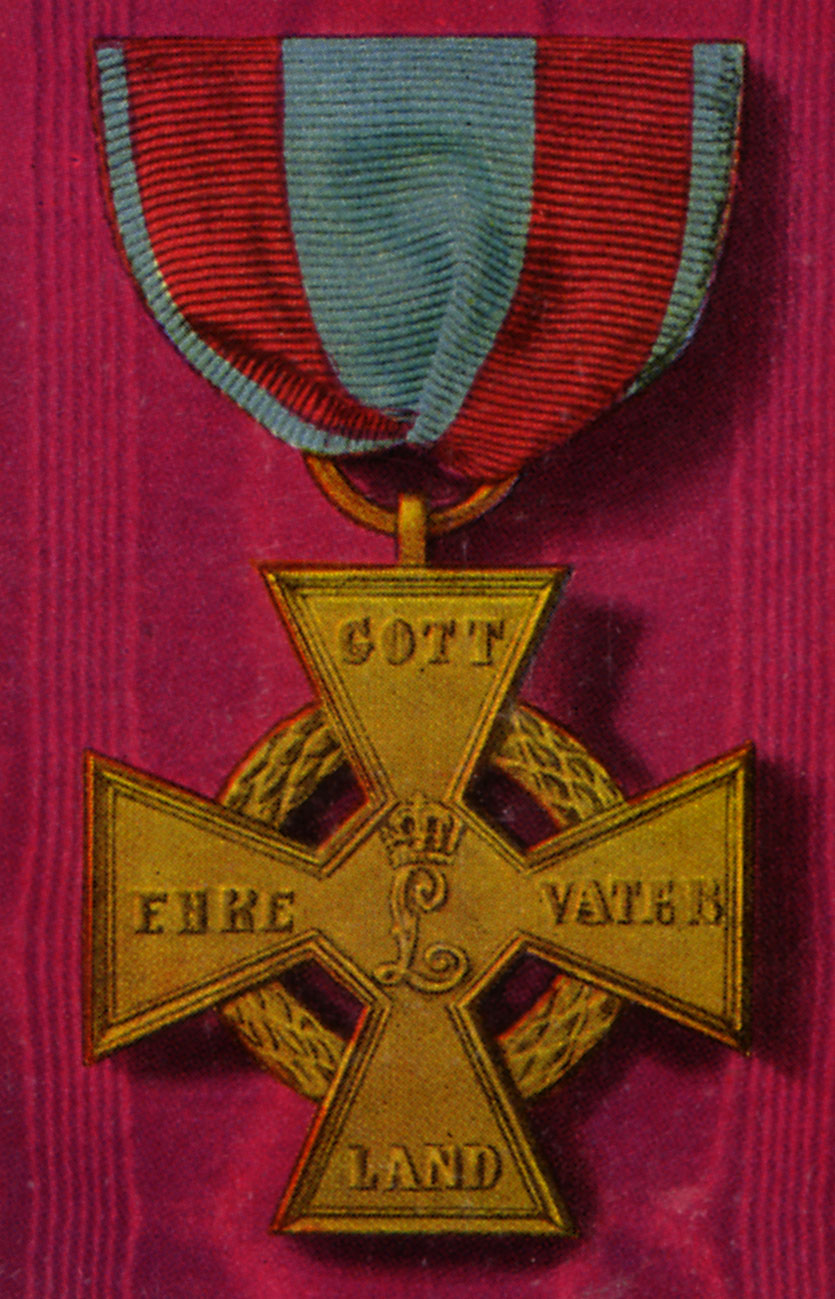
Hessen Militär-Verdienstkreuz

Das Hessische Militär-Verdienstkreuz wurde durch Großherzog Ludwig III. am 12. September 1870, dem Geburtstag des Kronprinzen Ludwig, „zur Belohnung ausgezeichneter Verdienste vor dem Feinde“ im Deutsch-Französischen Krieg 1870/71 gestiftet.
Mit dem Orden konnten nur Militärangehörige ausgezeichnet werden, „welche sich vor dem Feinde durch besondere Einsicht, Tapferkeit und Geistesgegenwart ausgezeichnet haben.“ Über die Verleihung entschied der Großherzog von Hessen  auf Vorschlag des Kommandos der Großherzoglich Hessischen Division.

## Ordenszeichen
Das in den Statuten als „Orden“ bezeichnete Ordenskreuz ist ein bronzenes Tatzenkreuz (38,5 × 38,5 mm), das zwischen den Kreuzarmen von einem Lorbeerkranz unterlegt ist. Auf den Kreuzarme stehen im Avers von oben nach unten die Worte GOTT EHRE VATER LAND, im Revers DEN 12 SEP TEMBER 1870, auf beiden Seiten in der Mitte ein gekröntes L (Ludwig). Der Entwurf und die Prägestempel für das Kreuz stammen von Christian Schnitzspahn. Neben dem Kreuz mit glatt polierten Armen und einer quer angesetzten Öse existieren als Variante auch Kreuze mit gekörnten Armen und parallel angeprägter Öse.
Getragen wurde die Auszeichnung an einem hellblauen Band (36 mm) mit ponceauroten Streifen auf der linken Brust.

## Verleihungsstatistik
Zuerst wurden die Verleihungen zusammenfassend – aber lediglich für die Verleihungen an Militärpersonen im Jahr 1871 – im Großherzoglich Hessischen Militär-Verordnungsblatt (GHMV 1871, Nr. 2, S. 13–26 und Nr. 6, S. 67–70.) publiziert. Eine erste Zusammenstellung aller Verleihungen bis zur Mitte des Jahres 1874 findet sich dann im Verzeichnis der mit Großherzoglich Hessischen Orden und Ehrenzeichen dekorirten Personen. 1875, S. 59–84. Hier erfolgte auch die einmalige Angabe der ausgeschriebenen Vornamen der Träger. Ferner wurden die Verleihungen noch im Hof- und Staatshandbuch des Großherzogthums Hessen. 1878, S. 124–137 und zuletzt im Hof- und Staatshandbuch des Großherzogthums Hessen 1879. S. 130–145 veröffentlicht. Insgesamt lassen sich 494 Verleihungen nachweisen, davon allein 296 zum 30. Januar 1871. Entsprechend diesem Befund ist die Angabe bei v. Hessenthal/Schreiber, wonach bis zum Jahr 1878 insgesamt 550 Militär-Verdienstkreuze ausgegeben worden seien, in beiden Teilaussagen zu korrigieren. Einerseits lässt sich zunächst anhand einer der wenigen überlieferten Verleihungsstatistiken, die von der Darmstädter Ordenskanzlei selbst erstellt wurden, nachweisen, dass von der Stiftung am 12. September 1870 bis Ende 1874 nur 497 Kreuze verliehen wurden (1871: 470; 1872: 24; 1873: 3). Diese Zählung stimmt weitgehend mit den hier vorgelegten Zahlen (1871: 465; 1872: 22; 1873: 3) überein. Andererseits sind mindestens drei Verleihungen über das Jahr 1878 hinaus belegt.
Eine ausführliche und mit biographischen Angaben zu den Trägern versehene Verleihungsliste wurde von Lars Adler erarbeitet.